# Far breton

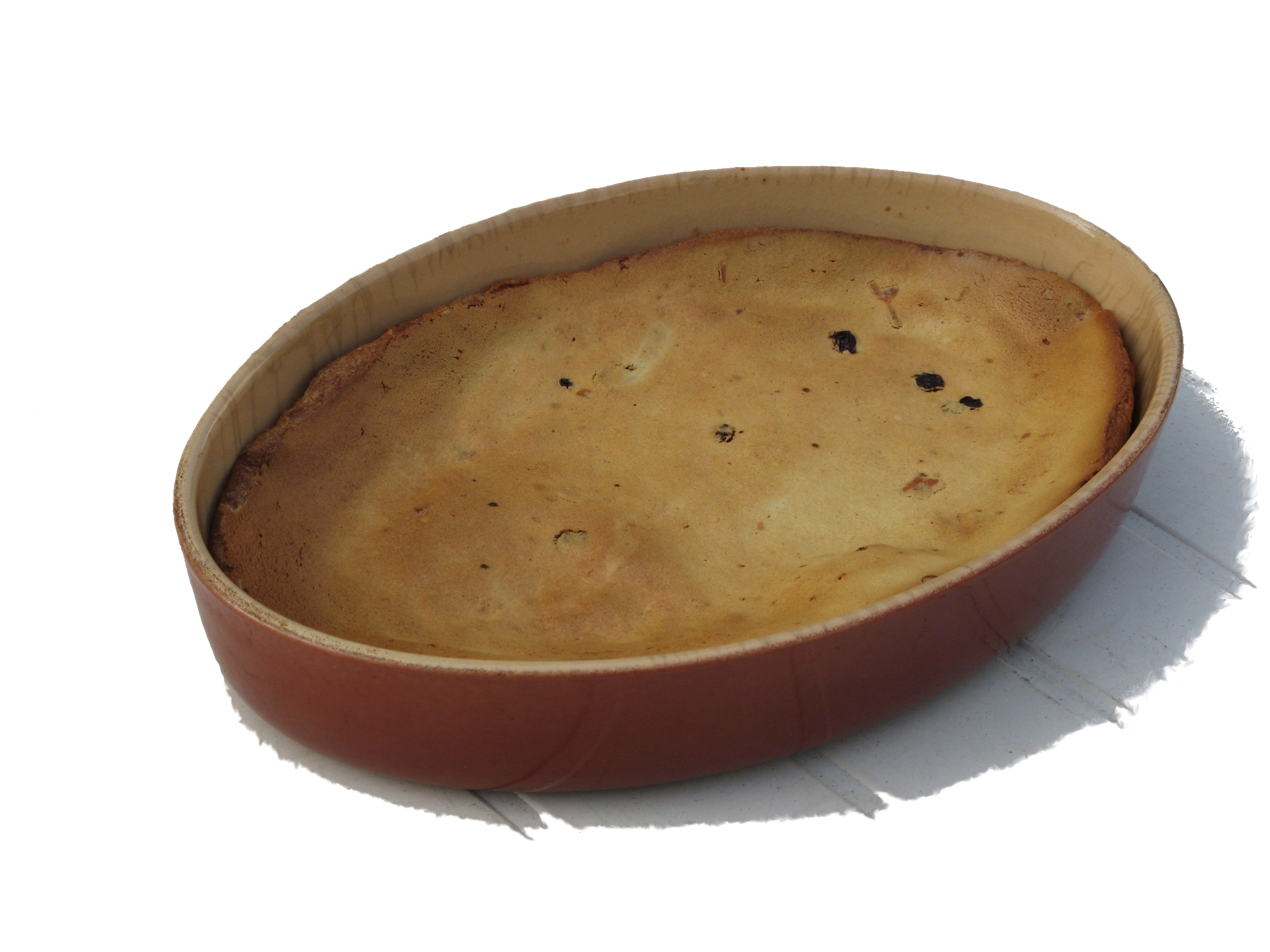
Far breton in der Auflaufform

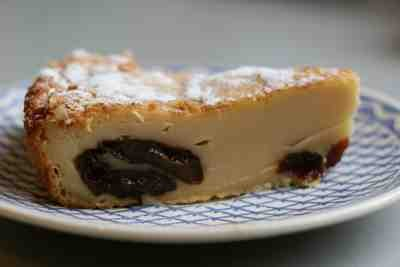
Far breton

Far breton (Bretonischer Eierkuchen oder Backpflaumenkuchen) ist ein kompakter, puddingartiger Kuchen. Er ist neben Crêpes, Galettes und Kouign amann eine typische Spezialität der bretonischen Küche. Far breton ist ein traditionelles Dessert aus der Bretagne, ein Vorläufer des englischen Puddings (z. B. Plumpudding). Man serviert ihn gern als Zwischengericht (frz. entremets) zwischen Käse und Obst. Far breton kann als Dessert serviert werden (er wird dann kalt gegessen), aber auch als warmes Mittagessen oder zum Kaffee. In der Bretagne wird er fast in jeder Bäckerei verkauft.
Seine Grundbestandteile sind Zucker, Eier, Milch, Mehl. Es ist ein weicher Kuchen, der mit Backpflaumen (entsteint und in Rum eingeweicht) gefüllt ist. Auch Variationen mit frischen Pflaumen oder ganz ohne Pflaumen („pur“) oder mit Rosinen, getrockneten Aprikosen bzw. Äpfeln sind möglich.
Seine Konsistenz und Farbe erinnert an einen Käsekuchen – außen goldbraun und innen ganz hell. Er schmeckt aber wie ein gebackener Pudding, Kaiserschmarrn oder süßer Grießauflauf. Far breton ist ein Mittelding zwischen dickem Pfannkuchen und süßem Auflauf. Der dünnflüssige Teig wird bei relativ niedriger Temperatur recht lange gebacken (60–90 Minuten bei 150 °C) und erhält dadurch seinen eigenen, typischen Geschmack.
Far (oder Farz) ist bretonisch für Eierkuchen, der in der Auflaufform gebacken wird. Als falsche Übersetzungen für Far breton sind „Bretonischer Leuchtturm“ (vom französischen phare 'Leuchtturm') und „Bretonischer Flan“ (Flans werden jedoch im Wasserbad gekocht) anzutreffen.